# Pilot (Once Upon a Time)
«Pilot» es el primer episodio de la serie de televisión americana Once Upon a Time. Se estrenó en los Estados Unidos en la ABC el 23 de octubre de 2011. Los cocreadores de la serie Edward Kitsis y Adam Horowitz se encargaron de escribir el episodio, dirigido por Mark Mylod.
Antes del comienzo, ABC permitió a los televidentes de Estados Unidos ver el episodio en la web de Internet Movie Database varios días antes de su estreno. En España tuvo previsto su estreno el 12 de enero de 2012 en la cadena AXN.
«Pilot» introduce cada uno de los personajes principales, y establece las premisas básicas de la serie, detallando los comienzos de una maldición sobre el Bosque Encantado y el destino de su único superviviente, una mujer que puede romper el maleficio. El episodio recibió mayormente críticas positivas y fue visto por 12.930.000 espectadores, obteniendo una cuota de pantalla de 4,0/11 dentro de la franja demográfica de 18 a 49, situándose el primero en su franja horaria. Fue el episodio piloto con mayor audiencia de ABC en cinco años.

## Preproducción
El 1 de febrero de 2011, ABC ordenó seis nuevos pilotos para su programación televisiva de la temporada 2011-2012, que incluía el primer episodio de Once Upon a Time. El episodio lo dirigió Mark Mylod y el guion fue escrito por los cocreadores de la serie Edward Kitsis y Adam Horowitz. Mylod, quien había trabajado previamente en Entourage y Shameless, firmó el contrato para dirigirlo a mediados de febrero de 2011. La cadena dio el visto bueno a Once Upon a Time junto con otras seis series el 13 de mayo de 2011.

### Guion
Ocho años antes al piloto de Érase una vez (los dos acababan de completar su trabajo en Felicity, en 2002), Kitsis y Horowitz trataban de averiguar qué estilo narrativo realmente les gustaba, y descubrieron que era el «misterio y emoción de explorar muchos mundos diferentes», algo que encontraron en los cuentos de hadas. Presentaron la premisa a las cadenas, pero fue rechazada a causa de su naturaleza fantástica. Los dos aprendieron de su etapa en Lost a mirar la historia de un modo diferente, que «los personajes tienen que superar a la mitología»; añadieron que «como personas, tienes que ver que el vacío en su corazón o en sus vidas es cuidar de ellos... Para nosotros, esto era tanto sobre el viaje del personaje como ver qué fue arrancado de su corazón al llegar a Storybrooke — yendo de esa forma en lugar de convertirla en la "serie sobre romper la maldición"». A pesar de las comparaciones y similitudes con Lost, los guionistas pretendieron que fueran programas muy diferentes. Para ellos, Lost trataba sobre la redención, mientras que Érase una vez va sobre la «esperanza». El cocreador de Lost Damon Lindelof ayudó en el desarrollo de la serie como asesor, pero no tuvo ningún crédito oficial por el piloto.
Para diferenciar la narración de lo que el público ya sabía, el equipo de guionistas decidió iniciar el piloto con el final típico del cuento de Blancanieves. Se enfatizaron los temas concernientes a la familia y a la maternidad, en contraste a Lost, donde se enfocaba la paternidad. Kitsis y Horowitz trataron de escribir personajes femeninos fuertes, en lugar de la clásica damisela en apuros. Horowitz declaró su deseo de acercarse a cada personaje de la misma manera, preguntándose a ellos mismos, «¿Cómo podemos hacer estos iconos reales, con quienes se pueda identificar?».
El piloto pretende ser el «modelo de la serie». Kitsis confirmó que cada semana incluirá flashback entre ambos mundos, ya que «les encanta la idea de ir y venir e informar que el personaje no se encuentra en su vida». El deseo de los guionistas de presentar una «mezcla» de varios personajes puede verse en una escena del piloto, en la que hay un consejo de guerra con Gepetto, Pinocho y Grumpy. Horowitz declaró que «Una de las cosas divertidas que nos vienen con estas historias es pensar en formas en que estos personajes puedan interactuar de modos como nunca antes lo habían hecho».

### Casting

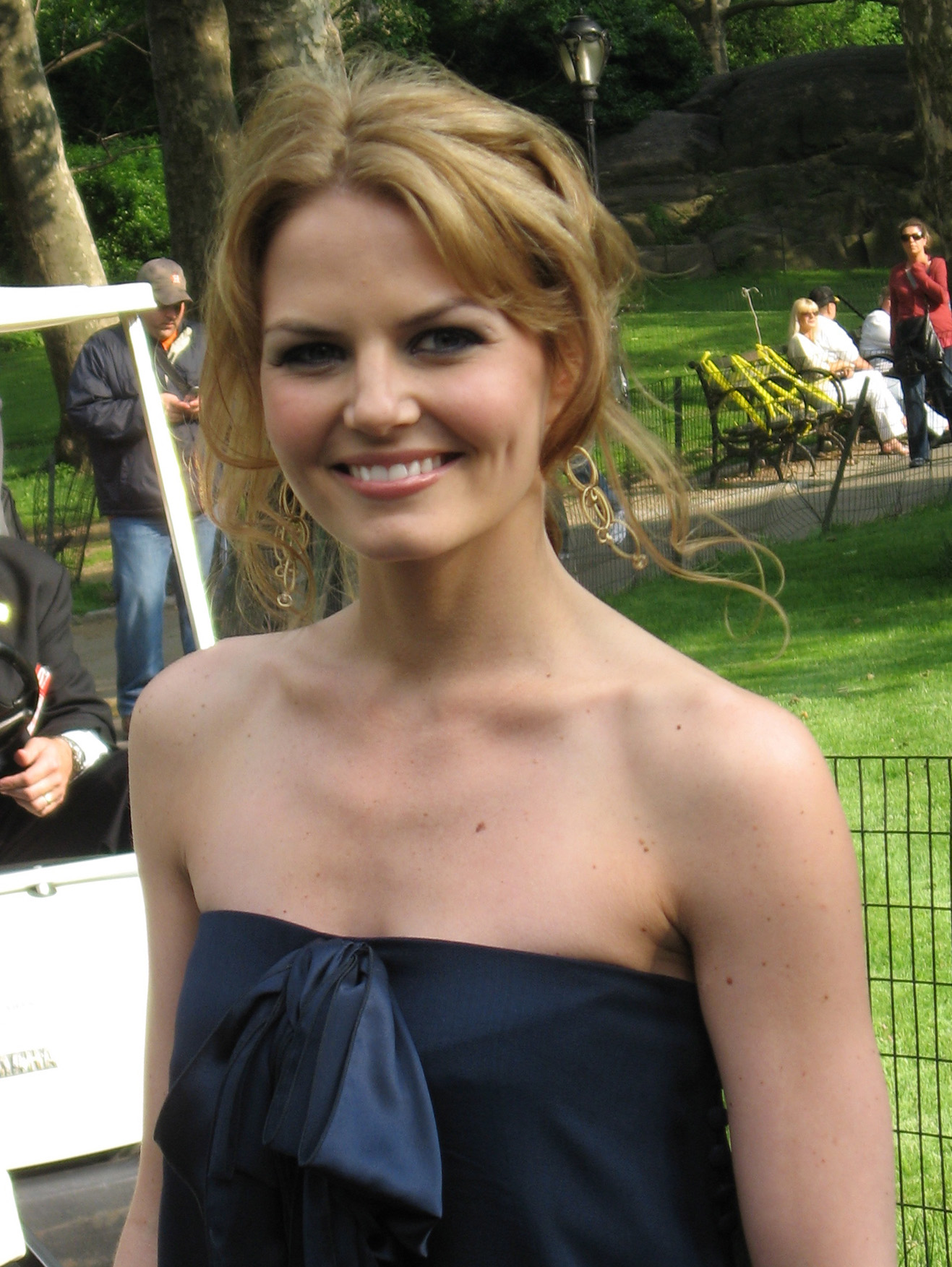
Jennifer Morrison fue elegida para el personaje de Emma Swan.

Horowitz declaró que todos a los que inicialmente eligieron para el reparto aceptaron los papeles que les ofrecieron después de enviarles un guion. Ginnifer Goodwin fue elegida para Blancanieves, quien agradeció poder interpretar un personaje fuerte que fuese completado por la audiencia. La actriz acababa de terminar su trabajo en la serie Big Love, y estaba buscando un nuevo proyecto. Volvió a la televisión después de que los guiones de cine no le interesaban. Habiendo dicho previamente en entrevistas que le encantaría interpretar a Blancanieves, Goodwin llamó su asentimiento a la propuesta «una obviedad». Tanto Kitsis como Horowitz se declararon grandes seguidores de Big Love, y escribieron la parte de Blancanieves con Goodwin en mente.
Joshua Dallas, quien interpreta el Príncipe Azul, se mostró satisfecho de que los escritores tomasen «algunas licencias dramáticas» con su personaje, creyendo que el príncipe se había vuelto más real. Según explicó, «El Príncipe Azul acaba de tener un nombre. Sigue siendo un hombre con las mismas emociones que cualquier otro hombre. Él es un príncipe, pero un príncipe del pueblo. És se ensucia las manos. Tiene un reino que controlar. Tiene una familia que proteger. Tiene un amor épico por Blancanieves. Es como todos los demás. Es humano».
Jennifer Morrison fue contratada para el papel de Emma Swan. 
La actriz explicó su personaje como alguien que «ayuda a este niño que parece que tiene un poco de disfuncionalidad emocional», pero señaló que Emma aún no creen que existe un universo de los cuentos de hadas. Jared Gilmore, de diez años, conocido por su participación en Mad Men, obtuvo el papel de su hijo, Henry.
El papel de la Reina Malvada fue para Lana Parrilla. Para definir a su personaje declaró que «hay siempre contándose dos distorias cuando se interpreta a Regina. Está la amenaza de que conozca que es una reina malvada y está el simple hecho de que la madre biológica ha entrado en su mindo y la amenaza de perder a su hijo es enorme. Ése es un temor que creo que cualquier madre adoptiva puede tener. Creo que eso va a ayudar realmente a la audiencia a conectar con Regina en algún nivel».
El papel de Rumpelstiltskin fue ofrecido a Robert Carlyle; fue escrito con Carlyle en mente, aunque los guionistas pensaron que nunca aceptaría el papel. Horowitz recuerda la primera escena en la prisión de Carlyle, que fue el primer día del actor en el rodaje, como «alucinante... Podías realmente a Ginny saltar, la primera vez que hizo ese personaje. ¡Fue fantástico!» Los guionistas ofrecieron el papel del Hada Azul a la artista Lady Gaga, pero nunca obtuvieron respuestas de su personal de gestión.

## Efectos visuales
El productor ejecutivo Steve Pearlman se refiere a Érase una vez como «un programa con un fuerte peso de efectos», pero de maneras que no sean evidentes para los espectadores. Zoic Studios proporcionó los efectos visuales vistos en el piloto, creando escenarios virtuales para las secuencias de los cuentos de hadas y usando efectos especiales para las escenas de acción. El personal de producción y de efectos visuales colaboraron bajo un calendario difícil y un presupuesto limitado. El estudio usó la tecnología del Sistema de Unificación Ambiental de Zoic (conocido por sus siglas e inglés Z.E.U.S., Zoic's Environmental Unification System), para un seguimiento de la cámara en tiempo real, permitiendo una flexibilidad creativa entre el reparto y el equipo, quienes trabajaron sobre un escenario de pantalla verde. Andrew Orloff, Director Creativo Ejecutivo de Zoic, comentó que «Once Upon A Time es una increíble oportunidad creativa para Zoic. 
Los entornos altamente detallados y personajes imaginativos de la serie del mundo de los cuentos de hadas nos han desafiado a ampliar y perfeccionar tanto nuestro Z.E.U.S. como nuestras directrices de animación para televisión».
Zoic Studos reprodujo digitalmente los interiores del castillo basándose en diseños conceptuales creados por el director artístico Mark Worthington. Para la escena de la boda, el personal de Zoic extendió las columnas, agregó ventanas de cristal, y completó la fiesta nupcial con adiciones de invitados digitales. El efecto de la Reina Malvada desapareciendo de la espada del Príncipe Azul, costó a ABC, según se ha informado, unos $12.000. Kitsis ha comentado que debido a que la cadena les ha dado mucho apoyo, no están preocupados por perder la «sensación fantástica» de las secuencias de flashback. Explicó que «no podemos mostrar este piloto y luego tener un programa barato, así que nuestro objetivo es mantener este nivel de calidad de producción en todos». Los efectos visuales de Zoic se seguirán utilizando en futuros episodios.

## Marketing
El 14 de octubre de 2011 –nueve días antes de la premiere– Kitsis y Horowitz presentaron un proyección anticipada del episodio en un panel de la Comic Con de Nueva York y contestaron preguntas de los fanes. Más tarde, se pudo ver el episodio piloto desde la web de Internet Movie Database antes de su emisión.
El episodio se estrenó en octubre en lugar de septiembre, un mes después de la fecha en la que normalmente comienzan las nuevas series de otoño. Pearlman se mostró más tarde satisfecho con la fecha de emisión, creyendo que «también crea una segunda ola de expectación para una audiencia. Trabajo en el negocio, y no sería capaz de decirte los nombres de un tercio de los nuevos programas de esta temporada (...)».